# 茨の冠のキリスト (ボス)
『茨の冠のキリスト』（いばらのかんむりのキリスト, 蘭: De doornenkroning van Christus, 英: Christ Crowned with Thorns）あるいは『嘲笑されるキリスト』（ちょうしょうされるキリスト, 蘭: Christus bespot, 英: Christ Mocked）は、初期フランドル派の巨匠ヒエロニムス・ボスが1510年ごろに制作した絵画である。油彩。主題は『新約聖書』の4つの福音書で語られているイエス・キリストの受難のエピソードである嘲笑と茨の冠から取られている。現在はロンドンのナショナル・ギャラリーに所蔵されている。

## 主題
4つの福音書（「マタイによる福音書」27章、「マルコによる福音書」15章、「ルカによる福音書」23章、「ヨハネによる福音書」19章）によると、オリーブ山で捕らえられたイエス・キリストはピラト総督の官邸で鞭打たれ、頭上に茨の冠を載せられ、嘲笑された。その後、処刑場所であるゴルゴダの丘まで十字架を背負って歩かされた。

## 作品
本作品はキリストの受難の嘲笑と茨の冠のエピソードを組み合わせたものであり、現在知られているボスが制作した同主題の唯一の作品である。直立した形式はロヒール・ファン・デル・ウェイデンやフーゴー・ファン・デル・グースの半身像の構図に触発されたものと考えられる。
ボスは鞭打たれたのちに頭に茨の冠を被せられ、嘲笑されるイエス・キリストを描いている。群衆の前に連れて来られたキリストの背後には2人の兵士がおり、一方の兵士は右手に持った茨の冠をキリストの頭にかぶせようとしている。この兵士は緑色のマントの下に甲冑を着込み、頭に巻いた緑色のターバンに狩猟用の矢を挟み込んでいる。対してもう一方の兵士は左手に警杖を持ち、右手でキリストの肩をしっかりつかんでいる。彼は帽子を樫の葉で飾り、鋭いスパイクが並んだ首輪を身につけている。キリストの前にいる別の男たちは偽りの敬意を表してひざまずいていおり、一方の男はキリストの白い衣を引き裂こうとしている。
ボスは非常に注意深く構図を作り上げている。キリストを画面の中央に配置し、画面の四隅に他の4人の人物を配置している。キリストは彼らの中で最も小さく見えるが、各人物像の縮尺は等しい。画面上部の2人の兵士が最も画面の奥に位置し、その前にキリスト、画面下の2人の人物が最前景に位置している。この4人によってキリストは取り囲まれている。彼らはみなキリストを見つめており、ボスはそれによって鑑賞者の注意をキリストに向けさせている。登場人物の手は興味深い要素の1つであり、彼らの手の線はいずれもほぼ垂直の形で交わっている。一方、キリストの右目は中央の垂直軸上にある。ボスは幾何学的構図によって画面に安定性を与えている。キリストの身体は小さな三角形を形成し、その外側では鉄製のガントレットとキリストの頭部と左肩の傾きがより大きな三角形を形成している。またターバンに突き刺さった矢はガントレットと平行している。兵士が持つ警杖の傾きはキリストのローブの傾斜を繰り返しており、画面右下の男の赤い袖と手は左下の男が持つ杖と平行している。色彩は画面にバランスと意味を加えている。画面左上の男性の強い緑色の衣装は、画面右上の男性が頭部に飾っている樫の葉で繰り返され、絵画の下部を占めるピンク色と赤色によって補完されている。キリストの白い衣の薄さは色鮮やかな敵対者たちと区別し、キリストの弱々しさを強調している。
ボスの絵画技術は卓越しており、右上隅の男性の鎧や帽子など多くの場所で、塗装した絵具が乾燥していない状態で制作を進めており、乾いたブラシで引きずったり、ぼかすなどの技法を用いている。本作品は未完成の幼児キリストを担ぐ聖クリストフォロスの作品の上に描かれていることが分かっている。この未完成の作品は通常のボスの技法、様式とは大きく異なっているが、これもボスによるものと考えられている。
保存状態はおおむね良好であるが、部分的に変色している。赤いレーキ顔料は色あせ、銅の緑色は部分的に茶色に変色している。キリストのローブなどの明るい部分は絵具が非常に薄いため、下絵やペンティメントがはっきり確認できる。

## 来歴
絵画は19世紀後半に貿易商・美術愛好家のホリングワース・マグニアックが所有していた。死後、マグニアックのコレクションは息子のチャールズ・マグニアックが相続した。本作品が彼の父のコレクションの中から発見されたのは1882年のことであり、同年にロンドンで催された展覧会で展示されている。彼が1891年に死去すると、翌1892年にクリスティーズで売却された。このとき絵画を購入したのはロバート・クローシェイ（Robert Crawshay）であり、その後ローマのサンジョルジ・ギャラリー（Galleria Sangiorgi）の手に渡り、1934年にナショナル・ギャラリーに売却された。

## 影響
ボスの追随者によって制作された多くの同主題の作品が知られており、それらのいくつかはエル・エスコリアル修道院、アントワープ王立美術館、フィラデルフィア美術館、バレンシア美術館に所蔵されている。これらは本作品の構図とは異なっているが、それぞれの構図はたがいによく似ている。

## ギャラリー

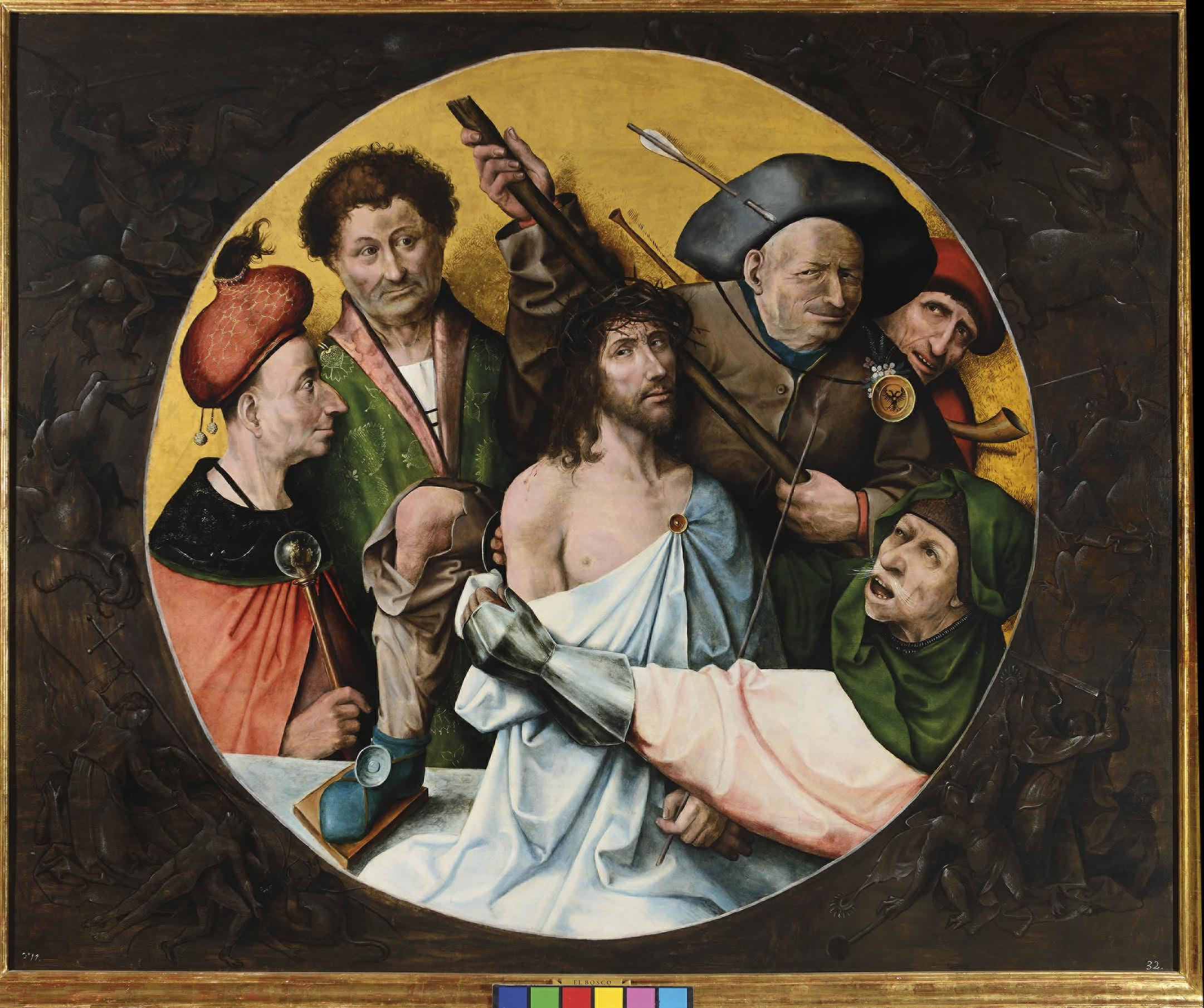
『茨の冠のキリスト』1530年と1593年の間 エル・エスコリアル修道院所蔵
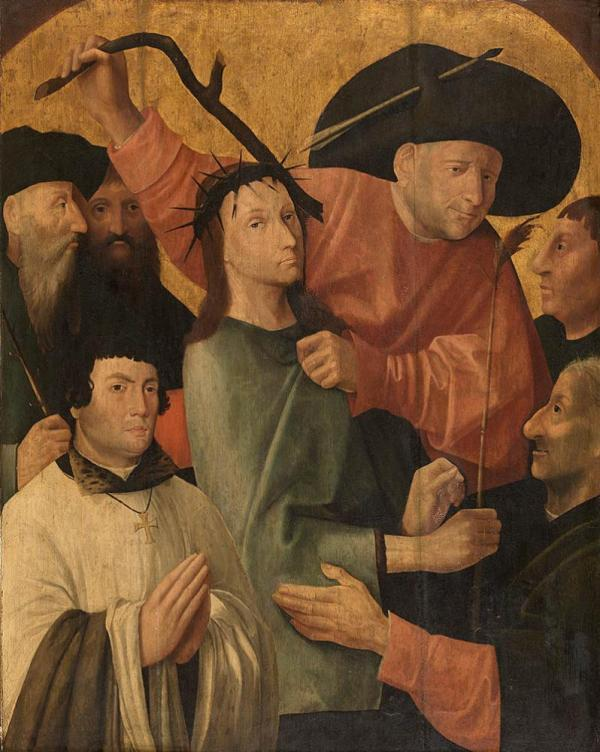
『嘲笑されるキリスト』1520年と1530年の間 アントワープ王立美術館所蔵
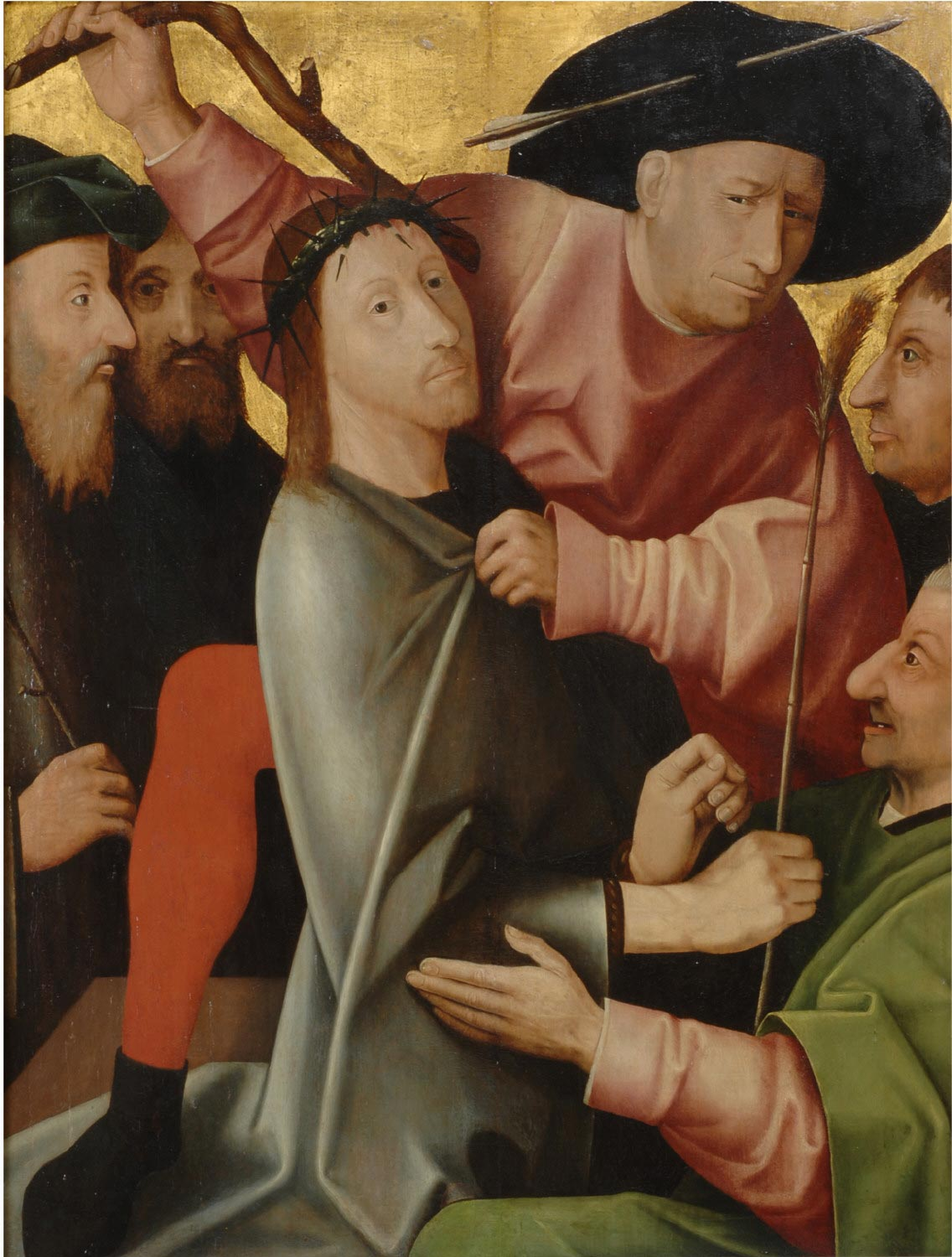
『嘲笑されるキリスト』16世紀 フィラデルフィア美術館所蔵
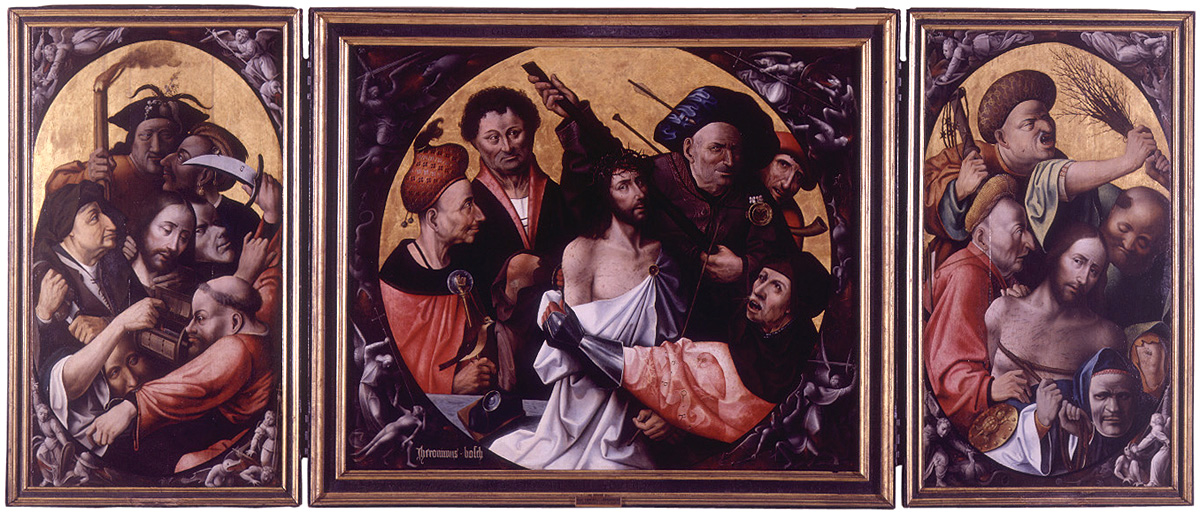
『受難の三連祭壇画』1510年-1520年ごろ バレンシア美術館所蔵